# Rio Felţa
O Rio Felţa é um rio da Romênia, afluente do Laslea, localizado no distrito de Sibiu.